# Höheres Kommando z.b.V. XXXIV
Het Duitse Höheres Kommando z.b.V. XXXIV (Nederlands: Hoger Korps Commando voor speciale inzet 34) was een soort Duits legerkorps van de Wehrmacht tijdens de Tweede Wereldoorlog. Het H.Kdo. werd ingezet in het Generalgouvernement en aan het Oostfront. 

## Krijgsgeschiedenis

### Oprichting
Het Höheres Kommando z.b.V. XXXIV werd opgericht op 15 oktober 1939 uit het Grenzschutz-Abschnittkommando 12 Küstrin.

### Inzet

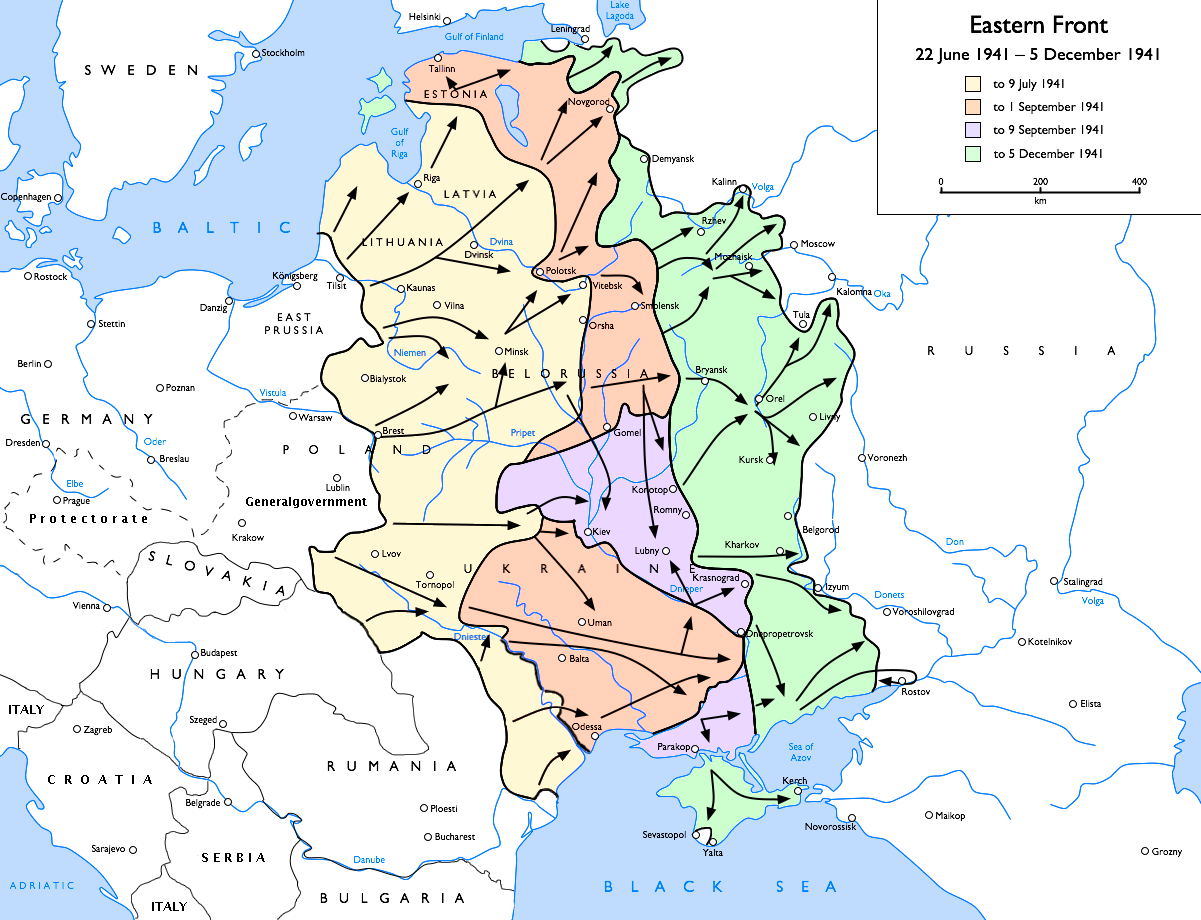
Oostfront 1941

Het H.Kdo. werd naar het gebied Rzeszów-Jarosław getransporteerd voor grensbewaking en voorbereiding van de campagne in het oosten. Het H.Kdo. bleef in het Generalgouvernement gedurende anderhalf jaar. Op 10 januari 1940 beschikte het H.Kdo. over de 231e en 239e infanteriedivisies. Op 22 juni, bij het begin van Operatie Barbarossa was het H.Kdo. deel van de reserves van Heeresgruppe Süd, met de 4e Bergdivisie en 125e Infanteriedivisie (plus de 113e Infanteriedivisie was tot 29 juni in aanvoer en de 132e Infanteriedivisie tot 4 juli). Pas vanaf begin juli 1941 nam het H.Kdo. aan de actieve gevechten deel. Als onderdeel van het 6e Leger nam het H.Kdo. deel aan de omsingelingsslag om Kiev. Hierbij vormde het H.Kdo. een deel van de zuidflank langs de Dnjepr. Op 3 september beschikte het H.Kdo. over de 132e en 294e infanteriedivisies. Daarna trad het H.Kdo. aan voor verdere opmars richting Romny-Konotop, langs Rylsk en noordelijk van Koersk. Daar, rond 2 november, bevond het H.Kdo. zich bij Ponyri. Vandaar ging het, als onderdeel van Operatie Taifun, verder via Livny naar Jelets. Maar daar strandde voor het H.Kdo. het offensief; het ging niet meer verder. 

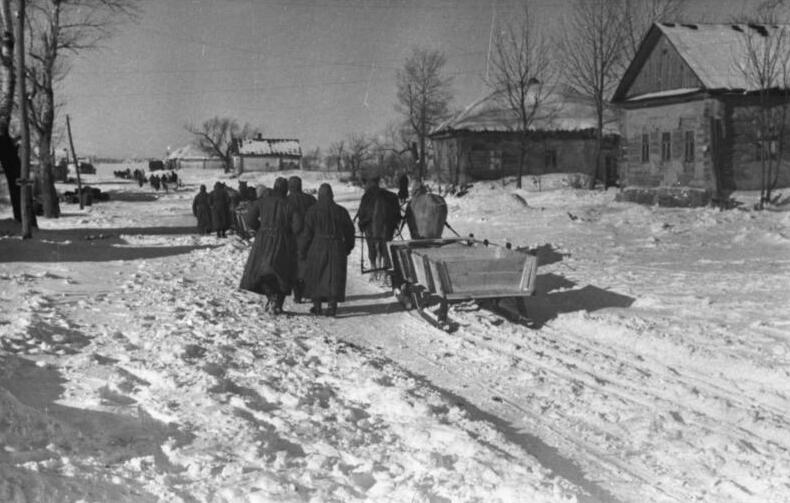
Duitse terugtocht bij Orel

Nu was het tijd voor de Sovjets om terug te slaan. Het 2e Leger kreeg te maken met het Sovjet-Jelets-offensief. Het H.Kdo. zou in het brandpunt komen te staan met zijn 45e en 134e Infanteriedivisie. Al vrij snel moest het H.Kdo. terugtrekken en Jelets ontruimen, maar dat was niet genoeg. De 134e Infanteriedivisie met delen van de 45e Infanteriedivisie werden ingesloten en konden slecht met zware verliezen uitbreken en de Duitse opvanglinies bereiken. Op 17 december 1941 stond de frontlijn weer, maar meer dan 100 km naar achteren. Het offensief had een gat van 80 kilometer in de Duitse verdediging geslagen en de Duitsers hadden zich moeten terugtrekken in de richting van Koersk en Orel. De verliezen aan Duitse zijde waren groot. De 45e en 134e infanteriedivisies hadden meer dan 12.000 man verloren. Het H.Kdo. was verslagen en nog nauwelijks een gevechtswaardige eenheid. Ook werd de zwakte in verdediging van een Höheres Kommando uitermate duidelijk. Niet lang daarna werd het H.Kdo. dan ook ontbonden.
Het Höheres Kommando z.b.V. XXXIV werd op 31 januari 1942 opgeheven en gebruikt voor aanvulling van het Höheres Kommando z.b.V. XXXV.

## Bovenliggende bevelslagen
| Leger                       | Legergroep           | Plaats/regio        | Begin             | Eind              |
| --------------------------- | -------------------- | ------------------- | ----------------- | ----------------- |
| Grenzabschnittskommando Süd | Oberbefehlshaber Ost | Generalgouvernement | 23 oktober 1939   | 4 juli 1940       |
| 18. Armee                   | OKH                  | Generalgouvernement | 4 juli 1940       | 20 september 1940 |
| 12. Armee                   | Heeresgruppe B       | Generalgouvernement | 20 september 1940 |                   |
| 17. Armee                   | Heeresgruppe B       | Generalgouvernement | 1 januari 1941    | 22 april 1941     |
| 17. Armee                   | Heeresgruppe A       | Generalgouvernement | 22. April         |                   |
| direct onder bevel          | Heeresgruppe Süd     | Kiev                | juni 1941         |                   |
| 6. Armee                    | Heeresgruppe Süd     | Kiev                | augustus 1941     |                   |
| Panzergruppe 1              | Heeresgruppe Süd     | Kiev                | augustus 1941     | 29 september 1941 |
| Panzergruppe 2              | Heeresgruppe Mitte   | Brjansk             | 29 september 1941 |                   |
| 2. Armee                    | Heeresgruppe Mitte   | Jelez               | 25 oktober 1941   | 31 januari 1942   |

## Commandanten
| Rang                   | Naam             | Begin                        | Eind              |
| ---------------------- | ---------------- | ---------------------------- | ----------------- |
| General der Infanterie | Hermann Metz     | 15 oktober 1939              | 1 september 1941  |
| Generalleutnant        | Ferdinand Schaal | 1 september 1941 (tijdelijk) | 13 september 1941 |
| General der Infanterie | Hermann Metz     | 13 september 1941            | 23 december 1941  |
| General der Infanterie | Alfred Wäger     | 23 december 1941             | 31 januari 1942   |